# برلوتی
برلوتی (انگلیسی: Berluti) شرکت کالای لوکس و طراحی مد فرانسوی است، که در زمینه تولید محصولات چرمی، کفش، چکمه و انواع پوشاک آماده فعالیت می‌کند.
شرکت برلوتی در سال ۱۸۹۵ توسط طراح مد ایتالیایی؛ آلساندرو برلوتی تأسیس شد و در سال ۱۹۹۳ توسط شرکت فرانسوی ال و ام هاش خریداری گردید. این شرکت در حال حاضر بخشی از گروه ال و ام هاش بشمار می‌آید. دفتر مرکزی برلوتی در شهر پاریس قرار دارد.